# Полк

Стандартне позначення полку в НАТО

Полк  — формування (військова частина), основна тактична та адміністративно-господарська одиниця у військових силах багатьох держав світу.[джерело?]
Полк за складом займає проміжне місце між батальйоном і бригадою. Зустрічається практично у всіх видах збройних сил, родах військ і спеціальних військ. Призначений для виконання бойових завдань у складі з'єднань, а також самостійного ведення бойових дій. У залежності від особливостей роду військ (сил), спеціальним військом полк може вести загальновійськовий, повітряний (протиповітряний) бій або здійснювати бойове чи тилове забезпечення бойових дій.
Військова частина різних родів військ у всіх видах збройних сил з самостійним управлінням і господарством.[джерело?] Полки бувають механізовані, піхотні, танкові, парашутно-десантні, аеромобільні, десантно-штурмові, артилерійські, авіаційні, інженерні, зв'язку тощо.[джерело?] В кожному полку є штаб, 3-5 батальйонів (дивізіонів, ескадронів, рот), підрозділи бойового і матеріально-технічного забезпечення.
Більшість полків входять у з'єднання (дивізії, бригади), деякі знаходяться у безпосередньому підпорядкуванні армії, головного командування.

## Історія

### IX— XIV століття
Полк — назва військового підрозділу у Київській Русі та Галицько-Волинській державі у другій половині IX ст.  — середині XIV ст. Термін «полк» використовувався для позначення різних понять. Найчастіше вживався для окреслення слова «військо». Під полком розуміли також «народне ополчення» (на відміну від княжої дружини), окремий військовий відділ, а також військовий похід чи бій. На чолі з полковником, призначеним гетьманом і полковою старшиною, полк налічував від 11 до 22 сотень козаків.
«Полк» виводять від німецького volk — народ, тобто народне (селянське) ополчення. Але в історії стародавньої Руси, ополчення ставили «передовим полком», а так звані основні полки, лівої і правої руки, були дружинниками, тому швидше слово «полк» походить від слова «половина», що первинно означало дріблення на частини основної маси війська.
Полки одержували свої назви від імені князів або назв земель. Інколи полк поділявся на менші підрозділи — заступи. Кожний полк мав свій стяг — прапор. З XIV ст. термін полк вживається лише для позначення окремих військових загонів. Після переходу більшої частини українських земель до складу Великого князівства Литовського, полки формувалися за територіальним принципом з місцевого українського населення. Використовувалися для боротьби з набігами татар, а також для ведення воєнних дій проти Польщі, Московської держави, Тевтонського ордену. У другій половині 16 ст., після утворення українського реєстрового козацького війська, полк став його основною структурною одиницею. Кількість козацьких полків не була стабільною і залежала від чисельного складу і реєстру. У 1601 їх було чотири, в 1620-30-х рр. найчастіше — шість (Білоцерківський, Канівський, Корсунський, Переяславський, Черкаський, Чигиринський, короткий час існували також Миргородський та Лубенський полк). Назва полк походила від міст чи містечок, де містилася його полкова старшина. Наприкінці 16-на поч. 17 ст. у полку нараховувалося близько 500 козаків, згодом ця кількість змінювалася, у 1620-30-х рр. вона становила близько 1000 чол.

### Гетьманщина
За часів Гетьманщини полк був адміністративно-територіальною одиницею Полки Гетьманщини.

### 1917—1921 рр
У роки національно-визвольних рухів 1917–1921 рр. полк — військові формування різних видів військ (піхоти, кінноти, артилерії) в Арміях Української Народної Республіки періоду Української Центральної Ради та Директорії УНР, Збройних Силах Української Держави.

### Українська повстанська армія
До складу полку піхоти УПА входили:
- Командир полку
- Штаб з чотою мотоциклістів, чотою зв'язку та чотою кінних розвідників
- Три курені піхоти
- Сотня наколесників
- Сотня піхотної гармати
- Сотня протипанцерних гармат
- Легка піхотна автоколона і тилові служби

## Організація

### СРСР
Мотострілецький полк у складі Збройних сил СРСР, як правило, входив до складу мотострілецьких або танкових дивізій. Штатний командир полку мав звання полковника.
Мотострілецький полк на БТР або БМП складався з:
- Управління і штаб
- Три мотострілкові батальйони
- Танковий батальйон (посилений, по 4 танки у взводі)
- Артилерійський дивізіон
- Зенітний ракетно-артилерійський дивізіон
- Протитанкова батарея
- Розвідувальна рота
- Інженерно-саперна рота
- Рота зв'язку
- Рота радіаційно-хімічного захисту
- Рота матеріального забезпечення
- Ремонтна рота
- Полковий медпункт (в військовий час — медична рота)

Чисельність полку на БМП — бл. 2600 чол., полку на БТР — бл. 2700 чол.
Танковий полк мав аналогічну структуру, але замість мотострілецьких батальйонів містив три танкові батальйони і один мотострілецький (мотострілецький батальйон був відсутній у танковому полку мотострілецької дивізії), також була відсутня протитанкова батарея.
Танковий полк мотострілецької дивізії налічував 1240 чол., 95 танків, танковий полк танкової дивізії — 1750 чол., 95 танків.

### Україна
Основним тактичним з'єднання Збройних сил України є бригада, яка складається з батальйонів.
У механізованих та танкових військах практично відсутні бойові формування рівня полку, існують лише навчальні полки (355-й навчальний механізований полк, 300-й навчальний танковий полк та інші). Втім полки присутні у інших родах Сухопутних військ та Повітряних сил:
- зенітно-ракетні полки (ЗРП)
- окремі полки зв'язку (ОПЗ)
- окремі полки оперативного забезпечення (ОПОЗ)
- окремі ремонтно-відновлювальні полки (ОРВП)

Дані типи полків, як правило, входять до складу оперативних командувань.
Також полки існують у складі Сил спеціальних операцій:
- 3-й окремий полк спеціального призначення
- 8-й окремий полк спеціального призначення